# Reality Killed the Video Star
Reality Killed The Video Star – ósmy album studyjny brytyjskiego piosenkarza Robbie’ego Williamsa. Wydawnictwo ukazało się 6 listopada 2009 nakładem wytwórni muzycznej Virgin Records. 13 stycznia 2010 album uzyskał status złotej płyty w Polsce.

## Lista utworów
1. "Morning Sun" (Robbie Williams, Don Black, Kelvin Andrews, Daniel Spencer, Richard Scott, Scott Ralph) - 4:06
2. "Bodies" (Williams, Brandon Christy, Craig Russo) - 4:04
3. "You Know Me" (Williams, Françoise Hardy, Andrews, Spencer) - 4:21
4. "Blasphemy" (Williams, Guy Chambers) - 4:18
5. "Do You Mind?" (Williams, Chaz Jankel, Andrews, Spencer) - 4:06
6. "Last Days of Disco" (Williams, Andrews, Spencer) - 4:50
7. "Somewhere" (Spencer, Andrews, Andy Stubbs, Jonathan Hand, Stephen Cadman) - 1:01
8. "Deceptacon" (Williams, Andrews, Spencer, Scott, Ralph) - 5:01
9. "Starstruck" (Williams, Andrews, Paul Beard, Spencer) - 5:21
10. "Difficult for Weirdos" (Williams, Andrews, Spencer) - 4:29
11. "Superblind" (Williams, Fil Eisler) - 4:46
12. "Won't Do That" (Williams, Andrews, Spencer, Scott, Ralph) - 3:38
13. "Morning Sun (Reprise)" - 1:19
14. "Arizona" (Digital download bonus only / Japanese bonus track) (Williams, Spencer, Andrews) - 5:38